# Nicolas Coustou

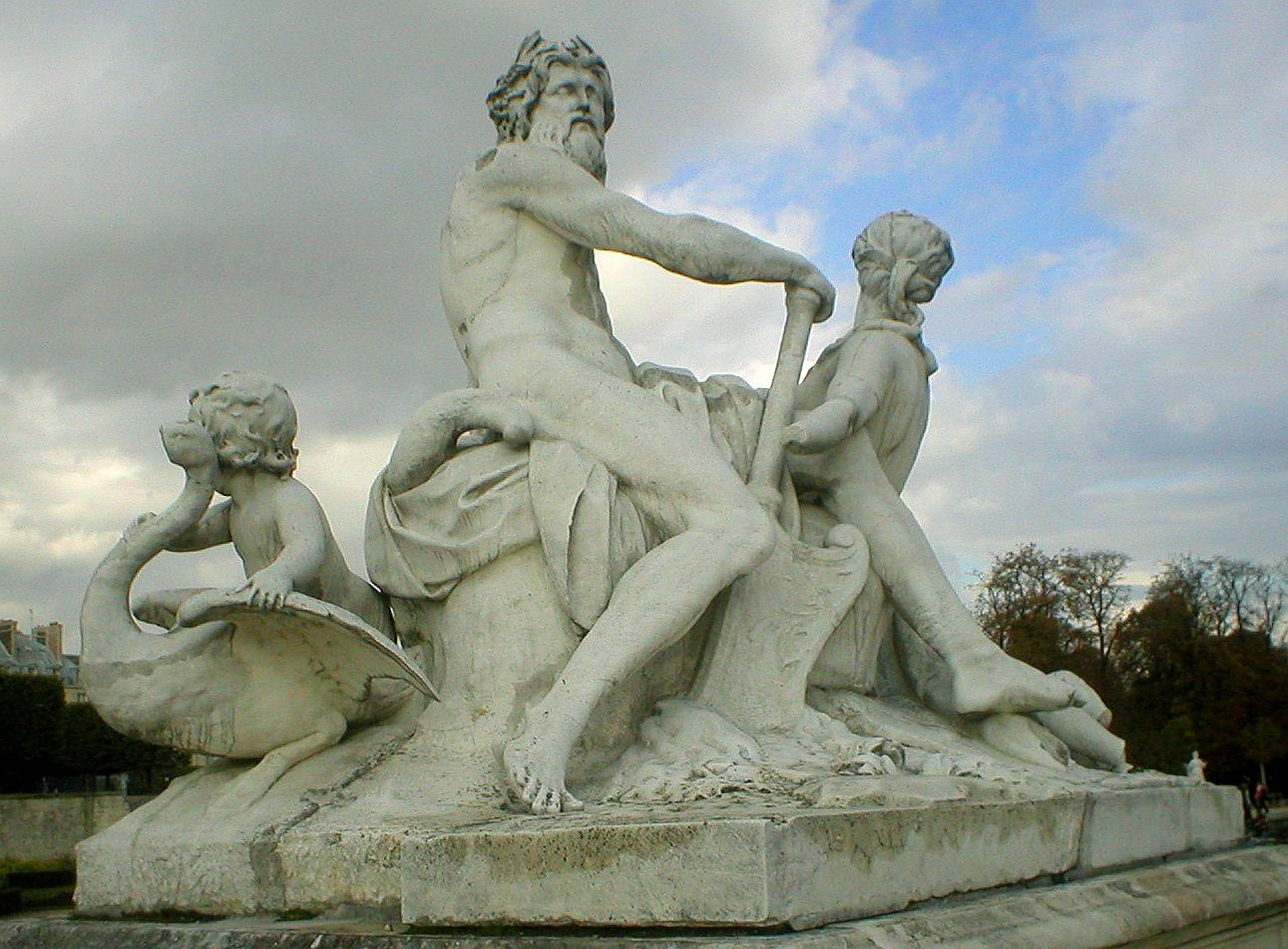
Seine et Marne, Tuileries

Nicolas Coustou (* 9. Januar 1658 in Lyon; † 1. Mai 1733 in Paris) war ein französischer Bildhauer. Er war der Bruder von Guillaume Coustou.

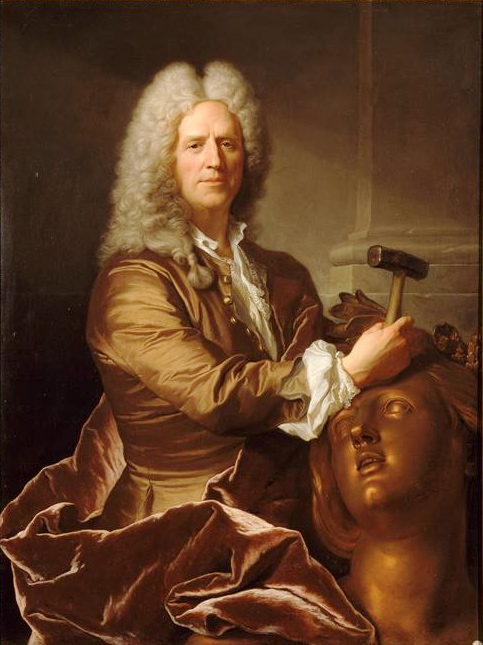
Zeitgenössisches Porträt von Jean Legros

Coustou lernte zunächst bei seinem Vater, bevor er 1676 nach Paris ging, um bei seinem Onkel Antoine Coysevox zu lernen. 1681 oder 1682 gewann er den römischen Akademiepreis, der ihm ermöglichte von 1683 bis 1686 an der Académie de France in Rom weiterzustudieren.
Nach seinem Studium kehrte er nach Paris zurück und wurde 1693 Mitglied der königlichen Akademie. 1702 wurde er Professor, 1720 Rektor und 1733 – kurz vor seinem Tod – Kanzler.
Die Revolution hat auch unter seinen Werken stark aufgeräumt. Erhalten sind die kolossale Gruppe der Vereinigung der Seine und Marne, jetzt im Tuileriengarten, die Bronzestatue der Saône in Lyon, Kreuzabnahme in Notre Dame, die Marmorstatue Ludwigs XV. und das Relief: Apollo zeigt Frankreich die Büste Ludwigs XV., beide im Louvre, Werke von theatralischem Pathos mit allen Vorzügen und Schwächen des Barockstils.
Sein Sohn Guillaume Coustou der Jüngere (1716–77) war auch ein bekannter Bildhauer.

## Werke
- Nymphe mit Taube Marmor H.: 1,70 m.; L.: 0,82 m.; Pr.:0,99 m.
- Chasseur au repos Marmor H.: 1,77 m.; L.: 0,85 m.; Pr.: 0,95 m.
- Hercule Commode Terre cuite H.: 0,75 m.; L.: 0,33 m.; Pr.: 0,20 m.
- Julius César Marmor H.: 2,42 m.; L.: 0,96 m.; Pr.: 0,96 m.
- Julius Cäsar Terracotta H.: 0,59 m.; L.: 0,24 m.; Pr.: 0,23 m.
- La Seine et la Marne Marmor H.: 2,44 m.; L.: 2,70 m.; Pr.: 2,20 m.
- Le Gladiateur Borghèse Terre cuite H.: 0,55 m.; L.: 0,40 m.; Pr.: 0,45 m.
- Nymphe au carquois Marmor H.: 1,77 m.; L.: 0,86 m.; Pr.: 0,83 m.
- Louis XV (1710–1774) en Jupiter Marmor H.: 1,95 m.; L.: 1,20 m.; Pr.: 0,68 m.